# Cselkó István (mezőgazdász)
Cselkó István (Zsombolya, 1847. április 20. – Magyaróvár, 1930. július 24.) mezőgazdász, gazdasági akadémiai tanár.

## Életrajza
Cselkolehotai Cselkó István 1847. április 20-án született a Torontál vármegyei Zsombolyán (ma Románia). Keszthelyi tanulmányai után 1869-ben segédtanárrá nevezték ki a Magyaróvári Gazdasági Felsőbb Tanintézethez. Ösztöndíjasként egy évet töltött a müncheni állatorvosi főiskolán. Hazatérése után nevezték ki a Magyaróvári Magyar Királyi Gazdasági Akadémián az állattenyésztés és állatgyógyászat rendes tanárává. Nemcsak e tudományokat, hanem a rokon tudományokat is oktatta az akadémián.
Fő tárgya az állattenyésztéstan lett, ezen belül a ló-, szarvasmarha-, juh- és sertéstenyésztéssel foglalkozott behatóbban. Elméleti munkásságának fő területe a takarmányozástan volt, ma e tudományág hazai úttörőjeként tartjuk számon, többek között a Kellner-féle keményítőérték bevezetésével Magyarországon ő honosította meg a gazdasági haszonállatok korszerű takarmányozását. Egykori hallgatói visszaemlékezésekből tudjuk, hogy Cselkó előadásaiban már 1882-ben sokat beszélt olyan jelhordozó molekulákról, amelyek befolyásolni képesek más sejtek működését, ezáltal az élőlények életfolyamatait szabályozzák. A tudomány csaknem 30 év múlva „fedezte fel” újra - akkor már hormon néven - ezeket a kémiai hírvivőket. „A felfedezés dicsősége tehát magyar, s azért nem tudnak róla, mert Cselkóban is beteljesült a szerény magyar tudós végzete.”
Az akadémián tartott előadásain kívül több Magyaróvár környéki község gazdái számára is tartott előadásokat az állattenyésztésről. Korának szaksajtójában több mint ezer cikke, közleménye jelent meg, könyveit a tudományos igényesség jellemezte. Az első magyar nyelven írt, tudományos igényű szarvasmarha-tenyésztési szakkönyv szerzőjét ugyancsak személyében tisztelhetjük. Tagja volt az óvári akadémia „nagy tanári karának”, s a magyar mezőgazdasági szakirodalom egyik megteremtőjeként tartják számon.
Cselkó az igazán nagy formátumú professzorokra jellemzően iskolát teremtett, közel 40 évig nevelte az óvári gazdászok generációt, keze alól olyan, későbbi állattenyésztésünket meghatározó személyiségek kerültek ki, mint Ujhelyi Imre, a korszerű szarvasmarha-tenyésztés hazai megalapozója, a magyar tarka mosoni tájfajtájának egyik kitenyésztője, aki többek között a magyaróvári Tejkísérleti Állomás létrehozásával, illetve a Bang-Ujhelyi-eljárás kidolgozásával felbecsülhetetlen szolgálatot tett a hazai és a külföldi mezőgazdák számára egyaránt. Cselkó utódja egykori munkatársa, majd veje, Bánvárth Sándor magyar királyi gazdasági főtanácsos lett. Bánvárth szintén a hazai állattenyésztés, illetve takarmányozás tudományának nagy formátumú szaktekintélyévé vált, Ujhelyihez hasonlóan ő is betöltötte a Magyaróvári Magyar Királyi Gazdasági Akadémia igazgatói posztját.
Cselkó azon kevés mezőgazdász közé tartozott, akit - munkássága előtt tisztelegve - a SzIE Állatorvos-tudományi Kar jogelődje díszdoktorává avatott.
1930. július 24-én halt meg Magyaróvárott.